# Rhopalocerus compactus
Rhopalocerus compactus es una especie de coleóptero de la familia Zopheridae.

## Distribución geográfica
Habita en la isla Key.